# Anna Feodorowna Krüger
Anna Feodorowna Krüger, geborene Anna Feodorowna Spengler, (* 17. Februarjul. / 28. Februar 1792greg. in St. Petersburg; † 4. August 1814 in Pest) war eine deutsche Theaterschauspielerin.

## Leben
Krüger, Tochter der Schauspielerin Karoline Krüger und des Direktors Franz Spengler vom Prager Nationaltheater wurde nach dem Tod ihres Vaters vom neuen Ehemann ihrer Mutter Karl Friedrich Krüger adoptiert.
Sie trat am 1. September 1804 als „Amalia“ in Hauer in Österreich am Theater an der Wien erstmals auf, war dann 1809 in Brünn engagiert und hierauf einige Jahre Mitglied des Hofburgtheaters in Wien, (ihre beliebtesten Rollen waren dort „Jungfrau von Orleans“, „Marianne“, „Emma“ in Kreuzfahrer, „Eulalia“ in Menschenhaß und Reue etc.), wo sie eigentlich erst in den Vordergrund trat.
Als sie im Jahre 1814 mit großem Erfolg ein Gastspiel in Pest absolvierte, erkrankte sie schwer. Am 19. Juli erschien sie als „Afanasia“ in Benjowsky zum letzten Mal auf der Bühne. Ein bösartiges Nervenfieber, dessen Keim sie längere Zeit in sich getragen, führte am 4. August 1814 ihren Tod herbei.